# 三德里 (武汉市)
三德里，位于中华人民共和国湖北省武汉市江岸区中山大道中段以北，原位于汉口法租界，是一处石库门里分。该里分也是汉口修建最早的一批里分之一，也是目前汉口现存年代最为久远且最大的里分建筑。其中三德里27号曾为中国共产党创始人及早期领导人之一的向警予旧居，其也在此处被捕。现里分建筑整体为武汉市优秀历史建筑，三德里27号向警予故居为武汉市文物保护单位。

## 里分概述
里分位于中山大道中段北侧，北依友益街、东依海寿街，里分设有出口通往以上三条道路。内部计9条巷道，其中主巷道呈南北走向，长135米，宽6米。
三德里是汉口地区修建最早的一批里分式建筑。当时的汉口工厂林立，已经呈现出了近代化发展的趋势，房地产的发展在此时也机遇良多。1900年前后，上海的房地产商在上海享受到租界区地皮价格飙升的红利后，开始着手在汉口大规模兴建石库门里分，三德里便是上海地产商在汉口开发的一处地产。
据王汗吾考证，三德里建于1901年。其由盐商刘镛的次子刘锦藻及其兄弟共三人合资筹措修建，里分建成后在其中开设有三德堂商号，里分因此得名“三德”。1967—1972年间，里分曾改称红光里，此后恢复原名。

## 向警予故居
里巷中三德里27号（当时门牌为三德里96号）曾一度作为中共早期领导人向警予的住所。1927年3月，向警予从苏联回国后来到汉口，起初住在尚德里2号的一楼后房（即刘少奇在武汉的旧居）。
七一五事变后，中共的活动转入地下，向警予在此间更换了几次住址。最后向警予考虑到三德里居住有达官显贵且位于法租界较为隐蔽，要求助手陈桓乔替其租下了三德里96号二楼。搬入居住后，向警予化名“易夏氏”及“夏云英”，以湖南来的失业小学教师身份对外生活。向警予当时负责中共湖北省委宣传事务，因此此处也成为了省委宣传部及党刊《大江报》的编辑部，每逢开会，都有4人装作打麻将以掩人耳目。然此后党内有人变节，向警予的住处暴露，1928年3月20日，向警予在此处被法租界巡捕逮捕。

## 波衣也琴行
在三德里对外部分的中山大道885号，曾开有“波衣也琴行”，该琴行为武汉的第一家琴行，至今已有一个世纪的历史，且琴行百年来一直开在三德里的这个地址。
在三德里未建造之时，英国人波衣也（Boyack）在法租界开设琴行，以出售西洋乐器及培养爵士乐手为营生。1927年波衣也回国，琴行先后交由原店内伙计林正文及其子林冠球打理，琴行也逐渐开始生产风琴等乐器。1949年后文工团急需管弦乐器，波衣也琴行由此发展迅速。公私合营后更名为武汉台板乐器厂，厂店一体经营，此间琴行成立以演奏爵士乐为主的波衣也乐队以扩大影响力。1980年代，琴行改名一轻产品销售服务部，2000年。服务部改制复名波衣也琴行。
该琴行已于2022年因三德里腾退工作而搬离。

## 其他曾寓居三德里的人物
- 冀朝铸，外交官，曾任周恩来的英文秘书及联合国副秘书长。1937年，其全家曾为躲避战乱而短暂寓居三德里[7]。

- 李焕，中华民国第12任行政院院长，曾居住于三德里，回访武汉时曾回忆三德里附近印象[7]。

## 建筑保护情况

### 三德里全体
2014年12月24日，三德里里分全体被武汉市人民政府列为第九批武汉市优秀历史建筑。

### 向警予故居
1988年12月25日，三德里27号以“向警予故居”的名义被武汉市人民政府列为第三批武汉市文物保护单位。
其作为文物的保护范围：保护整栋建筑，四周均至建筑墙外十米。
其作为文物的建设控制地带：东、西面至保护范围外十五米；南、北面至保护范围外二十五米。